# Topaz (odrůda jablek)

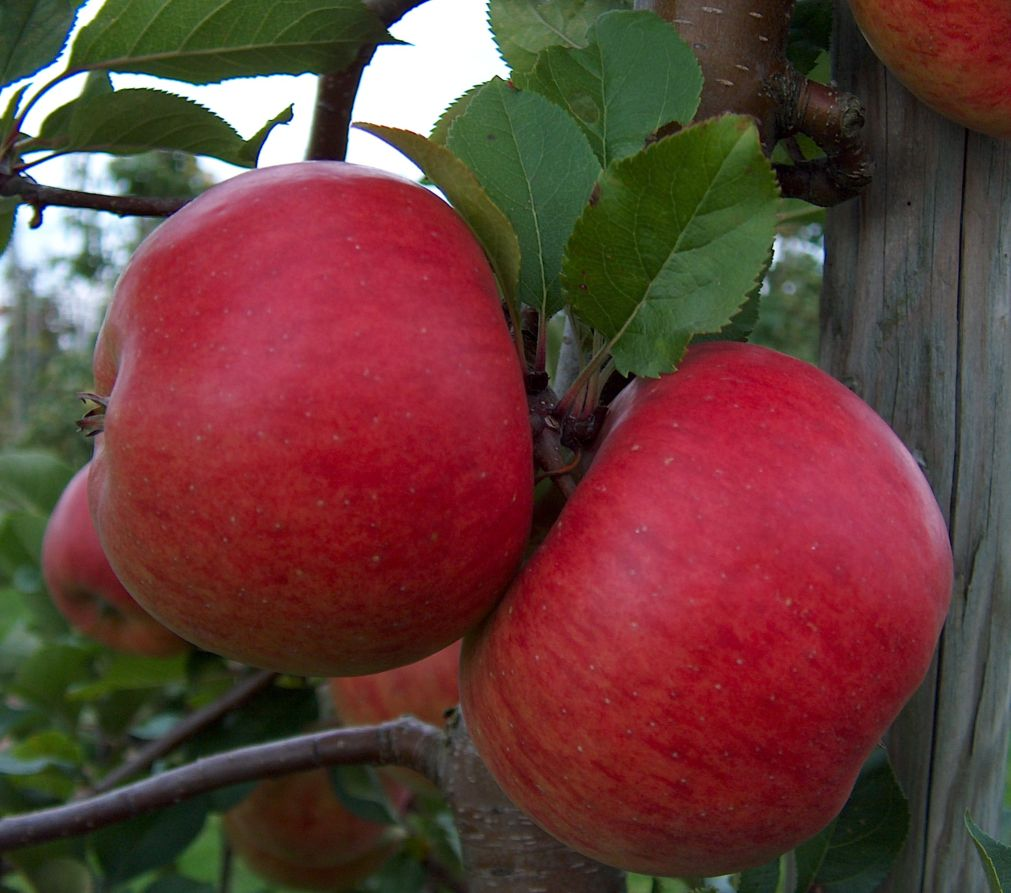

Topaz  (Malus domestica 'Topaz ') je ovocný strom, kultivar druhu jabloň domácí z čeledi růžovitých. Plody jsou řazeny mezi odrůdy zimních jablek, sklízí se v říjnu, dozrává v prosinci, skladovatelné jsou do dubna. 

## Historie

### Původ
Byla vyšlechtěna v ČR, v Ústavu experimentální botaniky AVČR, Střížovice. Odrůda vznikla zkřížením odrůd 'Rubín' a 'Vanda'.

## Vlastnosti

### Růst
Růst odrůdy je střední. Koruna je menší, spíše pyramidální, později rozložitá. Pravidelný řez je nezbytný, zejména letní řez.

## Plodnost

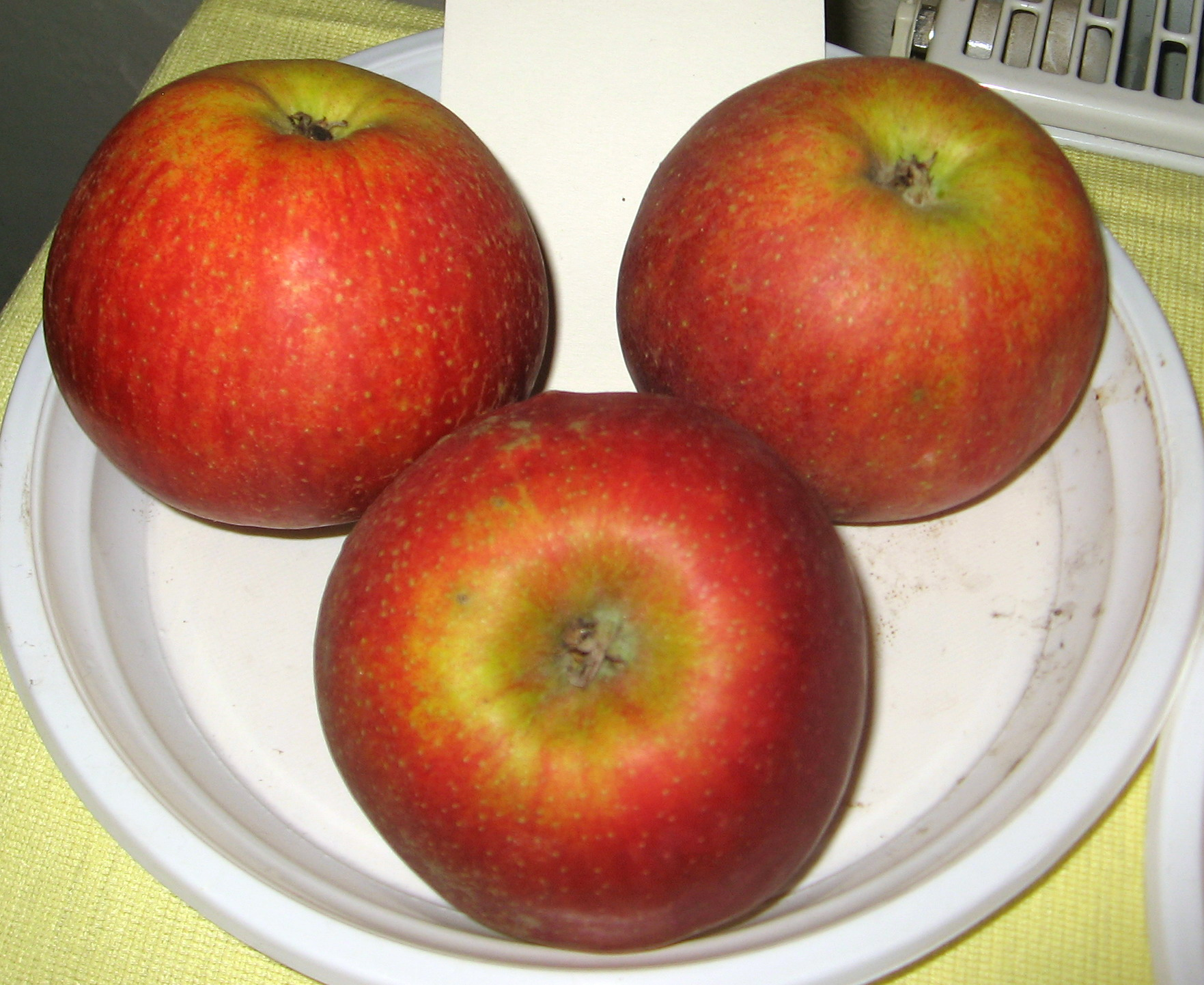

Plodí brzy, bohatě a pravidelně.

## Plod
Plod je kulatý až kuželovitý, střední. Slupka hladká, žluté až oranžové zbarvení je překryté červeným zbarvením. Dužnina je nažloutlá s navinulou chutí.

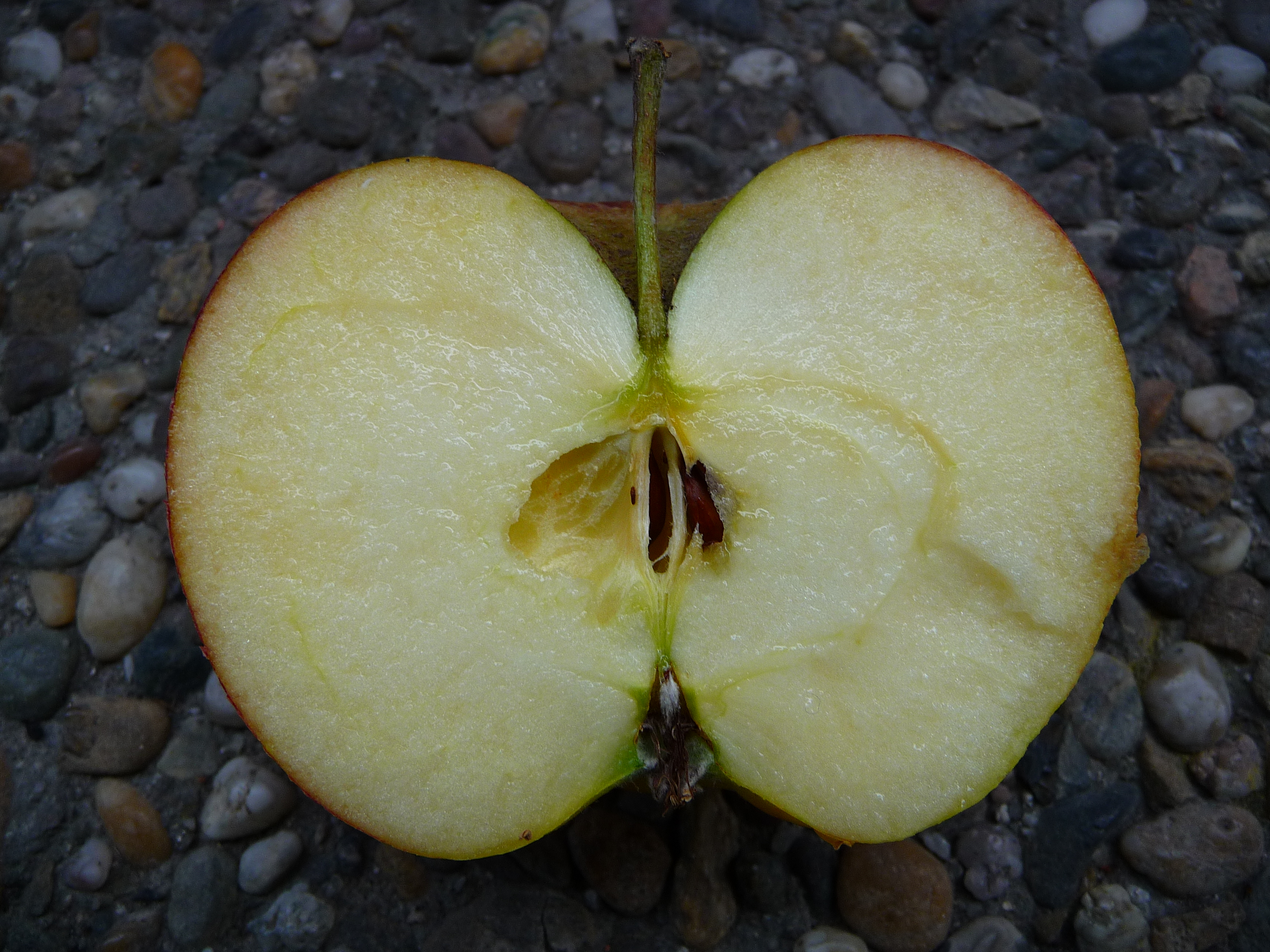

## Choroby a škůdci
Odrůda je podle některých zdrojů rezistentní proti strupovitosti jabloní a středně odolná k padlí. Nevyžaduje chemickou ochranu. Podle jiného zdroje je pouze středně odolná vůči padlí.

## Použití
Je vhodná ke skladování a přímému konzumu. Odrůdu lze použít do teplejších a chráněných stanovišť středních poloh. Je doporučováno pěstování odrůdy na slabých podnožích, pouze do horších podmínek je jako vhodnější uváděna podnož M26 a MM 106.